# Vuela (álbum)
Vuela es el octavo álbum -séptimo de estudio- de la banda española Efecto Mariposa, puesto a la venta el 1 de junio de 2018, cuatro años después de su anterior trabajo, Comienzo. El álbum fue precedido por una minigira de conciertos acústicos, y con el anticipo de los temas ¿Qué me está pasando?, Vuela, Fue tan bonito y Mágico, así como del videoclip del tema ¿Que me está pasando? , que fue publicado el 2 de febrero de 2018 por Sony Music Entertainment España S.L
Según ellos mismos indican, "Estos años transcurridos desde Comienzo (2014) han servido de necesario descanso, pero también para comprender que no hay espacio en sus vidas para otra cosa que no sea la música, como lo demuestran esos más de 800 conciertos que acumulan en su carrera."

## Lista de canciones
| N.º | Título                                                | Duración |  |
| 1.  | «Vuela»                                               |          |  |
| 2.  | «Que más Quieres de Mí»                               |          |  |
| 3.  | «Que Me Está Pasando»                                 |          |  |
| 4.  | «Fue Tan Bonito»                                      |          |  |
| 5.  | «Mágico»                                              |          |  |
| 6.  | «Porque»                                              |          |  |
| 7.  | «No Me Quieras Tanto»                                 |          |  |
| 8.  | «No Elegimos»                                         |          |  |
| 9.  | «Caminante»                                           |          |  |
| 10. | «Ya No tengo Miedo»                                   |          |  |
| 11. | «Que Me Esta Pasando (Bonus Track) (con Dani Martín)» |          |  |